# Monterroso
Monterroso település Spanyolországban, Lugo tartományban. Monterroso Antas de Ulla, Palas de Rei, Guntín, Portomarín és Taboada községekkel határos. Lakosainak száma 3632 fő (2024).

## Népesség
A település népessége az elmúlt években az alábbi módon változott:
| Lakosok száma | 4238 | 4237 | 4121 | 4241 | 3969 | 3779 | 3678 | 3616 | 3585 | 3632 |
|               | 2001 | 2004 | 2007 | 2009 | 2012 | 2014 | 2017 | 2019 | 2022 | 2024 |